# Fantasy (videogioco)
Fantasy (ファンタジー?, Fantajī) è un videogioco arcade di genere avventura dinamica, sviluppato e pubblicato da SNK nel 1981. È il primo titolo ad introdurre l'opzione per continuare la partita.
È stato emulato per la prima volta ed incluso all'interno di SNK 40th Anniversary Collection, raccolta uscita tra il 2018 e il 2019 su Nintendo Switch, PlayStation 4, Xbox One e Steam.

## Modalità di gioco
Un livello di Fantasy è suddiviso in quattro fasi con meccanica di gioco diversa. La storia vede Tom in vacanza con la sua dolce metà Cheri in un ritiro sull'isola. Dei pirati si presentano e la rapiscono, dando il via alla sua avventura in cui cerca di salvarla. Le descrizioni delle fasi sono elencate di seguito:
1. Tom cerca di atterrare con la sua mongolfiera sul ponte di una nave dei pirati. Una volta fatto l'azione si sposta all'interno, dove Cheri è appoggiata al palo. Tom per avvicinarsi a lei deve sbarazzarsi di tutti i pirati presenti.
2. Tom sale sulla sua mongolfiera e libra nei cieli sopra la giungla, evitando grandi uccelli e noci di cocco lanciate dalle scimmie. Percorsi i 3000 km arriva ad una struttura giunglesca ispirata a Donkey Kong. Cheri si trova sul nido dell'uccello e Tom per raggiungerla deve salire le scale degli alberi, prestando attenzione agli scoiattoli, al babbuino e alle mele lasciate cadere da quest'ultimo.
3. Tom corre nella foresta per un sentiero lungo 2000 km, cercando di evitare tigri in movimento e gufi che saltano. Superato il sentiero giunge a quello che sembra essere un sito di rituali nativi americani o voodoo, con tende indiane e un rogo ardente con Cheri sopra. Come nella seconda parte della prima fase, Tom deve uccidere tutti gli indigeni per avvicinarsi a lei.
4. Tom risale sulla sua mongolfiera e scansa squadroni di elicotteri mentre libra sopra il mare per 3000 km, percorse le quali arriva a quella che sembra simile al London Bridge. Qui Cheri è tenuta prigioniera sotto il ponte, e per liberarla, Tom con la sua stessa mongolfiera deve guidare un cannone per sparare agli elicotteri che volano in giro.

Tom e Cheri finalmente si ricongiungono e si baciano, e il ciclo dei livelli si ripete con incremento della difficoltà.